# Nagrada Dušan Bogavac

Nagrada Dušan Bogavac je nagrada koja se od 1991. godine dodeljuje za etiku i hrabrost novinara. Nagradu dodeljuje Nezavisno udruženje novinara Srbije (NUNS). 
Nagrada nastaje u znak sećanja na novinara Dušana Bogavca (1931-1990). Dušan Bogavac bio je novinar, aktivista i jedan od osnivača Fonda Solidarnost, namenjenog novinarima koji su na bilo koji način ugroženi zbog potenciranja istinoljublja u svom poslu. Pored toga, ova novinarska zadužbina organizovana je tako da odžava sećanje na sve preminule kolege i koleginice novinare, kao i da sufinansira  novinare koji se kroz svoju profesiju bave istraživanjem  smrti  novinarke Dade Vujasinović i novinara Slavka Ćuruvije i Milana Pantića.
Dodela nagrade odžava se krajem oktobra, do 2001. godine u Medjunarodnom PRESS centru u Beogradu, Knez Mihailova 6 i u MEDIJA centru, Makedonska 5, a od 2002. godine u prostorijama Nezavisnog udruženja novinara Srbije, ili u Domu novinara Srbije, Resavska 28.

## Dobitnici nagrade „Dušan Bogavac”
Dobitnici nagrada:
- 1991. Stojan Cerović
- 1992. Radio B-92 (Bojana Lekić, Veran Matić)
- 1993. Predrag Koraksić CORAX
- 1994. Nagrada nije dodeljena, jer je žiri smatrao da je te godine niko nije zaslužio.
- 1995. Svetlana Lukić
- 1996. Nebojša Popov (Republika)
- 1997. Redakcija „Monitora”, Crna Gora
- 1998. Miroslav Radulović (Borske novine)
- 1999. Nagrada nije dodeljena zbog vrhunca represije Miloševićevog režima.
- 2000. Miodrag Stanisavljević (Republika)
- 2001. Željko Bodrožić (Kikindske novine)
- 2002. Dejan Anastasijević (Vreme)
- 2003. Vukašin Obradović (Vranjske novine)
- 2004. Bojan Tončić (Danas)
- 2005. Brankica Stanković – RTV B-92
- 2006. Zoran Janić, autor knjige „Tišina u Aberdarevoj”
- 2007. Redakcija kulturnog dodatka “BETON” u dnevnom listu „Danas” i Redakcija magazina „Ekonomist”
- 2008. Mirko Đorđević
- 2009. Pavel Domonji
- 2010. Teofil Pančić
- 2011. Dinko Gruhonjić i Ljubomir Živkov
- 2012. Marko Somborac
- 2013. Predrag Blagojević
- 2014. Danica Vučenić
- 2015. Dušan Petričić
- 2016. Sanja Kljajić
- 2017. Centar za istraživačko novinarstvo (CINS) i Mreža za istraživanje kriminala i korupcije (KRIK)
- 2018. Info Portal „KoSSev” (https://kossev.info)
- 2019. Vuk Cvijić i TV N1
- 2020. Jelena Zorić i Aleksandar Cvrkotić (TV N1) i redakcija lista Danas[4]
- 2021. Dragana Pećo (KRIK)
- 2022. Snežana Čongradin (Danas)[5]
- 2023. Saša Dragojlo (BIRN)[6]
- 2024. Tamara Skrozza (FoNet)[6]